# چزار درگانیتا
چزار درگانیتا (انگلیسی: Cezar Drăgăniță؛ زادهٔ ۱۳ february ۱۹۵۴ (۷۱ سال)) ورزشکار هندبال اهل رومانی است.
وی در مسابقات کشوری و بین‌المللی در مجموع برندهٔ ۱ مدال طلا، ۱ مدال نقره، ۱ مدال برنز شده‌است.